# 国民会議党
国民会議党（こくみんかいぎとう、ヒンディー語・マラーティー語:राष्ट्रवादी काँग्रेस पक्ष、英語:Nationalist Congress Party、略称:NCP）は、インドの政党。1999年、ソニア・ガンディーのインド国民会議総裁への就任を批判して同党から追放されたシェラド・パワルらによって結成された（そのためインド国民会議とまぎらわしい党名を採用している）。政策的には中道左派、世俗主義などを強調しておりポピュリズムの傾向がある。
その後、インド国民会議との関係を修復し、選挙協力を行うようになった。与党連合統一進歩同盟に参加し、マンモハン・シン政権に加わっていた。2009年のローク・サバー（インド下院）総選挙では9議席を獲得した。
主な地盤はマハーラーシュトラ州。ここでは州政レベルでもインド国民会議などと組んで連立政権を構成している。